# Leichtathletik-Weltmeisterschaften 2017/Teilnehmer (Südsudan)
| Gelbes Symbol für Goldmedaillen mit stilisierten Olympischen Ringen | Graues Symbol für Silbermedaillen mit stilisierten Olympischen Ringen | Braundes Symbol für Bronzemedaillen mit stilisierten Olympischen Ringen |
| ------------------------------------------------------------------- | --------------------------------------------------------------------- | ----------------------------------------------------------------------- |
| —                                                                   | —                                                                     | —                                                                       |

Vom Südsudan wurde ein Athlet für die Weltmeisterschaften in London nominiert.

## Ergebnisse

### Männer

#### Laufdisziplinen
| Athlet       | Disziplin | Vorlauf         | Vorlauf | Halbfinale | Halbfinale | Finale             | Finale             |
| Athlet       | Disziplin | Zeit            | Platz   | Zeit       | Platz      | Zeit               | Platz              |
| ------------ | --------- | --------------- | ------- | ---------- | ---------- | ------------------ | ------------------ |
| David Kulang | 5000 m    | 14:53,19 min SB | 38      |            |            | nicht qualifiziert | nicht qualifiziert |